# Circuits
Circuits is een studioalbum van Volt. Na het livealbum HjVi werd het stil rond Volt. Van de twee leden verschenen soloalbums alsmede albums gemaakt met derden. Met Circuits kwamen de heren weer bij elkaar met de voor hun gebruikelijke (relatief) lange tracks met elektronische muziek uit de Berlijnse School. 

## Musici
- Michael Shipway, Steve Smith - synthesizers

## Muziek
| Nr. | Titel                                                                                       | Duur  |
| --- | ------------------------------------------------------------------------------------------- | ----- |
| 1.  | Circuits (Elektrische netwerken: netwerken van elektrische componenten)                     | 20:23 |
| 2.  | Ohms law (De wet van Ohm, die een relatie legt tussen spanning, weerstand en stroomsterkte) | 19:20 |
| 3.  | Firewire (FireWire, een communicatie-interface)                                             | 21:36 |